# Shine with Me
Singles de POD
Addicted
(2007)
Pistes de When Angels and Serpents Dance
Addicted Condescending
Shine with Me est un single de POD, le second extrait de l'album When Angels and Serpents Dance. La chanson atteint la première place sur Christian Rock Radio et le top #45 au Mainstream Rock Tracks, bien qu'aucun clip ne soit sorti en tant que tel. Une vidéo du morceau en live du morceau est aussi sorti. Le titre était[Quand ?] téléchargeable gratuitement à partir de site officiel du groupe.